# Acraea bantu
Acraea bantu är en fjärilsart som beskrevs av Felix Bryk 1931. Acraea bantu ingår i släktet Acraea och familjen praktfjärilar. Inga underarter finns listade i Catalogue of Life.